# Coraline Vitalis
Coraline Vitalis (Pointe-à-Pitre, 9 maggio 1995) è una schermitrice francese, specializzata nella spada.

## Palmarès
- Giochi olimpici

Parigi 2024: argento nella spada a squadre.
- Europei

Tbilisi 2017: oro nella spada a squadre.
Novi Sad 2018: oro nella spada a squadre.
Düsseldorf 2019: oro nella spada individuale.
Adalia 2022: oro nella spada a squadre.
Basilea 2024: bronzo nella spada a squadre.